# Савостин, Владимир Григорьевич
Владимир Григорьевич Савостин (9 октября 1906 год, Самара — 2 июля 1991 года) — директор Карабалыкской сельскохозяйственной опытной станции, Комсомольский район Кустанайской области, Казахская ССР. Герой Социалистического Труда (1971). Депутат Верховного Совета Казахской ССР. Заслуженный агроном Казахской ССР.

## Биография
Окончил агрономический факультет Самарского сельскохозяйственного института (1931). С 1931 по 1936 года — старший агроном Озёрной МТС. С 1936 по 1939 года — старший агроном, с 1939 по 1945 года — главный агроном, с 1945 по 1958 года — заместитель начальника Кустанайского областного сельхозуправления. В 1958 году назначен директором Карабалыкской сельскохозяйственной опытной станции.
Под его руководством опытная станция вывела новые сорта твердой пшеницы «Кустанайская-14», мягкой яровой пшеницы «Жана-Кызыл». Внедрил в начале 60-х годов в Кустанайской области сорт пшеницы «Саратовская-29», площадь выращивания которой в 1994 году достигла 2 миллионов гектаров. Занимался исследованием агрохимического состава почвы. Благодаря его работе по всему Казахстану стали использовать метод сплошной химизации почвы, в результате чего значительно вырос урожай пшеницы. Благодаря деятельности Владимира Савостина Карабалыкская опытная станция была награждена в 1967 году Орденом Трудового Красного Знамени.
Указом Президиума Верховного Совета СССР «О присвоении звания Героя социалистического Труда передовикам сельского хозяйства Казахской ССР» от 8 апреля 1971 года за выдающиеся успехи, достигнутые в развитии сельскохозяйственного производства и выполнении пятилетнего плана продажи государству продуктов земледелия и животноводства удостоен звания Героя Социалистического Труда с вручением ордена Ленина и золотой медали «Серп и Молот».
В 1963 и 1971 годах избирался депутатом Верховного Совета Казахской ССР.
Возглавлял опытную станцию до 1973 года. Умер 2 июля 1991 года. Похоронен в г . Костанай.
Сочинения
Савостин, Владимир Григорьевич, Карабалыкская ордена Трудового Красного Знамени сельскохозяйственная опытная станция [Текст] / В. Г. Савостин, засл. агр. Каз. ССР ; М-во сел. хоз-ва Каз. ССР. Упр. пропаганды и науч.-техн. информации. — Алма-Ата : Кайнар, 1969. — 32 с. : ил.; 17 см.

## Награды
- Орден Ленина — трижды
- Орден Трудового Красного Знамени